# Vickers MBT
ОБТ Vickers — серія основних бойових танків (ОБТ) другого покоління, розроблених як приватне підприємство британської компанії Vickers-Armstrongs для експорту. У конструкції використовуються перевірені компоненти, такі як гармата L7 Centurion, багатопаливний двигун Leyland L60, трансмісія та система керування вогнем Chieftain. Багато скопійованих танків також було виготовлено Індією за ліцензією під назвою Vijayanta.

## Дизайн і розробка
Vickers MBT став продовженням 24-тонного 20-pdr озброєного танка, призначеного для експорту. Це було б так само добре оснащено, як і Centurion, але значно дешевше, а з вісьмома протитанковими ракетами Vickers Vigilant було б таким же ефективним. Однак, із впровадженням 105-мм гармати L7 у британські, американські та німецькі танки, цей легкий танк був би менш потужним, але занадто великим для розвідувальної ролі, тому виникла потреба в новому проєкті. Із бронею, яка вдвічі більша, ніж у конструкції легкого танка, він усе одно буде на 12 тонн легшим за Centurion і, отже, мобільнішим. У конструкції використовуватимуться новий двигун і трансмісія танка Chieftain, який тоді розроблявся. Ця розробка збіглася з угодою з Індією в 1961 році про виготовлення зразка танка та допомогу у створенні там заводу з його виробництва.
Vickers MBT Mk 1 був розроблений як простий, недорогий, але ефективний танк. Перший прототип був готовий в 1963 році. У 1964 році один з прототипів був відправлений в Індію.
Віккерс виготовлявся зі зварених катаних однорідних броньових листів. Він важив 38 600 кг, мав 105-мм гармату з 44 снарядами та мав максимальну швидкість 48 км/год. 70 танків було продано до Кувейту, а багато модифікованих версій було виготовлено в Індії, де танк називався Vijayanta.

## Версії та модифікації
- Vickers MBT Mk. 1: оригінальна модель.
- Al Jahra: Mk. 1 був проданий Кувейту в 1970 році, він включає модифікації фільтрів двигуна для використання в умовах пустелі та оснащений транзисторним обладнанням керування гарматою AEI замість клапана GEC, одне задні колеса з обох боків було переміщено назад для покращення навантаження на колесо, проходження траншеї та зменшення ґрунту. тиску, їм також бракує флотаційного обладнання.
- Vickers MBT Mark 1(i): покращений Mk. 1 оснащений двигуном General Motors Detroit Diesel 12V-71T, термогільзою для гармати (гармата L7A1 перейменована на L7A2) і покращеною оптикою.
- Віджаянта: Mk. 1, побудований локально в Індії.

## Other developments

### Vickers Main Battle Tank Mark 2
Пропозиція 1968 року щодо специфікації автомобіля, яка відрізнялася від Mark 1 у таких аспектах:
1. Транзисторна апаратура керування гарматою.
2. Нова вежа з литою передньою частиною та безмантошною конструкцією, з новим кріпленням гармати.
3. Покращено передню частину корпусу та вежі.
4. Покращена колія, придатна для безперервної швидкості 56 км/год (35 миль/год).
5. Зменшення тиску на ґрунт завдяки зменшенню загальної ваги, збільшеній ширині колії та збільшенню колії на землі шляхом переміщення двох (або трьох) задніх колісних станцій назад (що стало можливим завдяки переходу на двигун General Motors).
6. Двигун, що забезпечує повну потужність, як для Chieftain, завдяки переробленим головним передачам, які забезпечують швидкість понад 56 км/год (що стало можливим завдяки потенціалу двигуна General Motors для збільшення).
7. Покращена командирська башточка для прийому приладів бачення Chieftain.
8. Забезпечення встановлення чотирьох керованих протитанкових ракет Swingfire (призначених як відповідь на зброю більшої дальності, таку як 120 мм танкова гармата L11).

Mark 2 не пішов далі макета, хоча Vickers Mark 1 MBT з чотирма ракетами Swingfire, дві встановлені з обох боків башти ззаду, був показаний у Фарнборо. Примітка у файлах Віккерса від 20 листопада 1970 року пояснює ймовірну причину: «Керовані ракети мають невід'ємний недолік, який полягає в тому, що ними майже неможливо стріляти з-під броні, оскільки витік ракетного двигуна представляє серйозну проблему. Загалом кажучи, найкраще, що може Це створює проблеми з перезаряджанням і робить ракети вразливими для стрілецької зброї та мінометного вогню..»[джерело?]
У будь-якому випадку можна було нести лише чотири запасні ракетні снаряди.

### Vickers Main Battle Tank Mark 3
Mk. 3 був представлений у 1975 році для експортного ринку. Це був останній з танків Vickers, який продавався за кордоном. У 1974 році Vickers продовжив розробку версії Mark 3. Це походить від проєкту № 51400 T і відрізняється від Mark 1 головним чином тим, що має вежу з добре сформованою литою передньою частиною, привареною до готового броньового корпусу. Він також має литу манжету, яка має кращу форму з погляду стійкості до бронебійних снарядів, ніж плоска манжета «Марка». 

Mark 3 втілює в собі різні інші вдосконалення, такі як збільшення нахилу головної гармати з -7 до -10 градусів нижче горизонталі та збільшення боєкомплекту з 44 до 50 снарядів. Перше виробниче замовлення на Mk. 3 танки були розміщені в 1977 році урядом Кенії

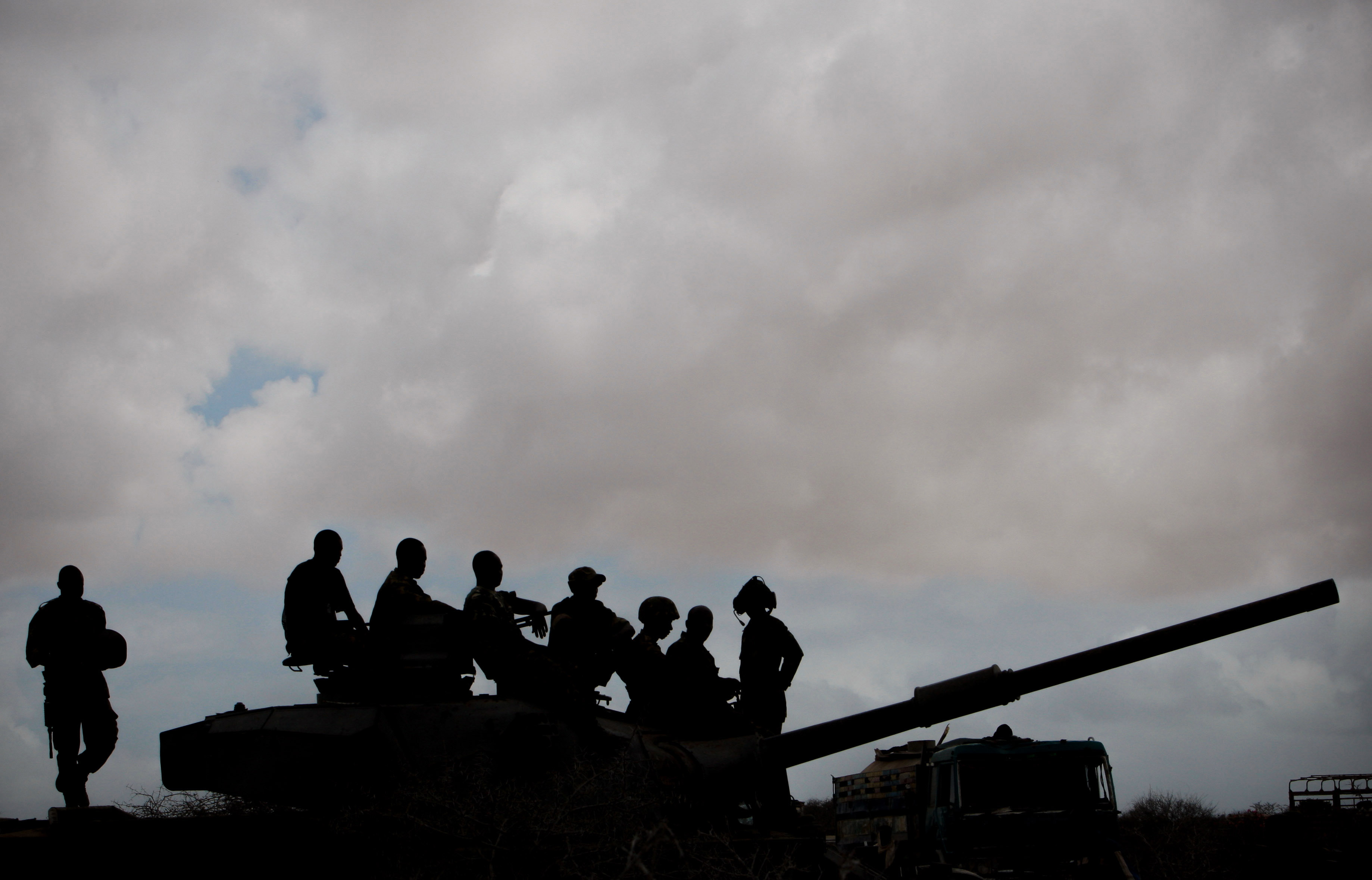
Silhouette of Kenyan troops on top of a Vickers Mark 3 outside of Kismayo, Somalia in 2012

### Vickers Main Battle Tank Mark 4 (Valiant)
У 1977 році компанія Vickers розробила проєкт машини, яка включала композитну броню Chobham для бойової ваги 43 тонни. Цей перший прототип отримав назву Vickers Main Battle Tank Mark 4.

### Vickers Main Battle Tank Mark 7
Vickers Mk 7 складався з вежі Vickers Valiant третього покоління, встановленої на шасі, наданому Krauss-Maffei, яке в прототипі фактично є шасі Leopard 2 MBT. Танк мав цифрову систему управління вогнем Marconi, панорамний приціл SFIM і тепловізор Philips 2-го покоління. Mark 7 має три функції, які зменшують ймовірність його виявлення нічними прицілами та іншими теплочутливими пристроями. Це його шар фарби, що відбиває інфрачервоне світло; змішування гарячих вихлопних газів з охолоджуючим повітрям перед випуском; і новий дизайн терморукава.

### Vickers Anti-aircraft Tank
Оснащений вежею Marksman, а також самохідною 155-мм гаубицею з вежею GBT 155. GBT 155 був представлений у 1982 році та був озброєний тими ж 155-мм боєприпасами, що й AS-90. Він був розроблений в основному для існуючих шасі танків.

## Оператори

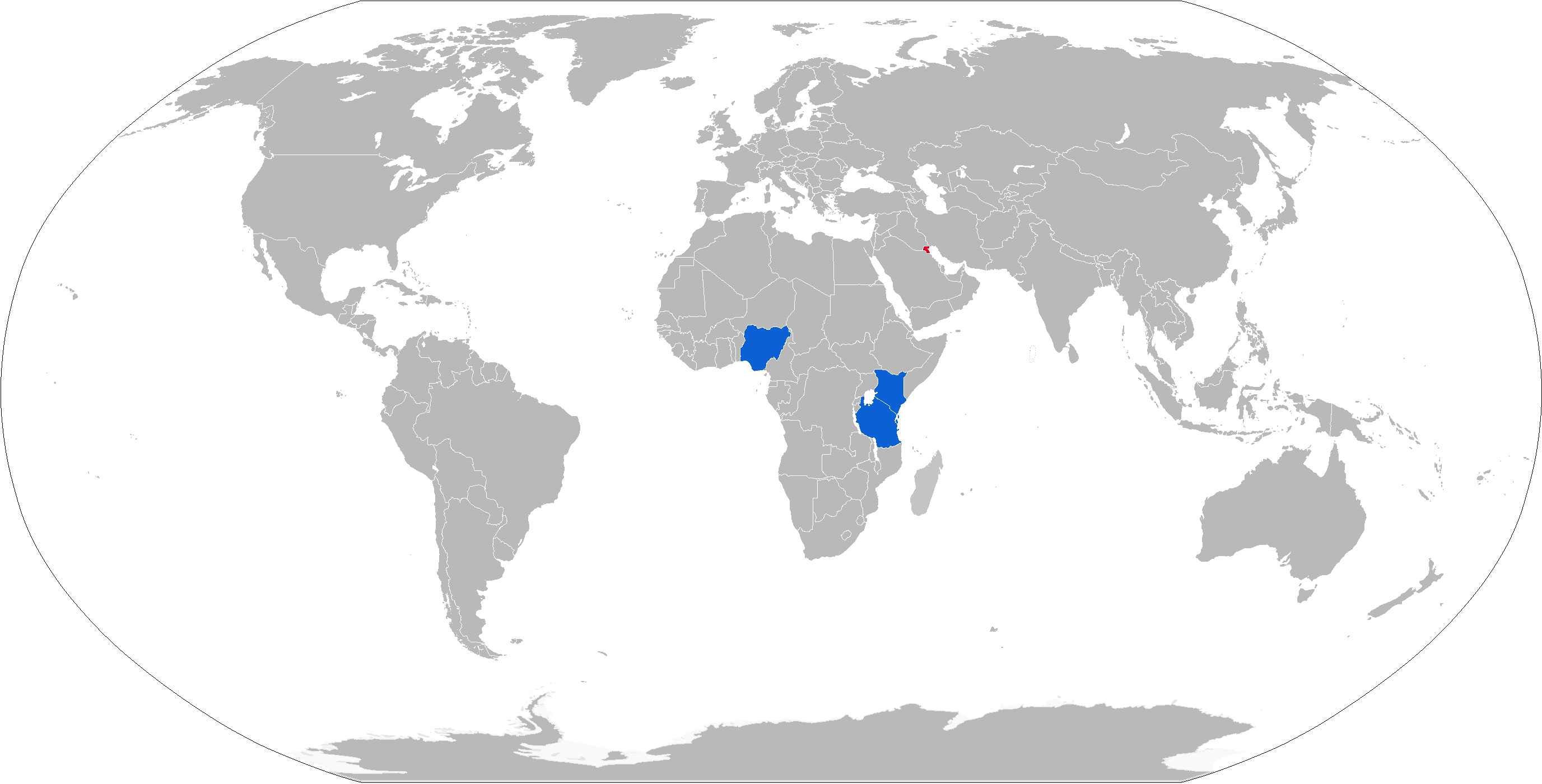
Map of Vickers operators in blue with former operators in red

### Теперішні оператори
- — 76 MBT Mk 3 and 7 ARV поставлено в 1979–1982 рр.
- — 136 MBT Mk 3, 12 ARV поставлених у 1983–1995 рр.
- — 4 ARV поставлені у 1989 році.

Колишні оператори
- — 90 Vickers Mk. 1 побудовані компанією Vickers і відправлений до Індії в 1965 році, де він отримав позначення Vijayanta (виведено з виробництва у 2008 році).
- — 70 Vickers Mk. 1 зняті з озброєння у 1970–1972 рр., ймовірно, вже не діє
- — обмежене використання захоплених кувейтських Mk. 1s, всі списані або знищені.
- Boko Haram — кілька нігерійських Mk. 3 були захоплені, пізніше вони були втрачені у боях або відбиті нігерійською армією.[2][3]